# スズカフェニックス
スズカフェニックス（欧字名:Suzuka Phoenix、2002年3月29日 - ）は、日本の競走馬、種牡馬。
2007年の高松宮記念（GI）、阪神カップ（JpnII）、東京新聞杯（GIII）優勝馬である。主戦騎手は武豊。

## 戦績

### 2歳から4歳
2004年10月10日の2歳新馬のダート戦でデビュー。単勝1番人気になるも9着に敗れる。なおこのレースにはエイシンロンバードも出走し5着となっている。その後3戦目で初勝利を挙げる。
初勝利以後は芝でのレースを続ける。3着以下に敗れることのない安定したレースを続け勝ち進み、初の重賞・朝日チャレンジカップに挑戦する。しかしここで4着に敗れる。その後大原ステークスを勝利し、ふたたび重賞・富士ステークスに出走。1番人気になり、最後方から追い込むも3着に敗れた。

### 5歳
翌年、2007年初戦は京都金杯。武豊の騎乗停止により幸英明が代打で手綱を取るが5着に敗れる。続いて武豊に手が戻って出走した東京新聞杯では後方から鋭い追い込みを見せ、重賞初勝利を収める。さらに続いての阪急杯でも鋭い追い込みで、勝ったエイシンドーバー、プリサイスマシーン（同着）と差のない3着に入る。
そして高松宮記念に挑戦。初めての1200メートルという距離と、雨のため重馬場となったコースに不安があったが、中団から差しきり、GIを勝利した。
続く安田記念ではダイワメジャーと対戦。1番人気に支持されるも、前残りが連発する馬場に加え、逃げたコンゴウリキシオーが作ったスローペースで追い込み馬に不利な展開となり、直線ではよく伸びたものの前方の馬に残られ、ダイワメジャーの5着に敗れる。レース後、岩手県にある遠野馬の里に放牧された。
休養後は当初スプリント路線に向かわず、毎日王冠で復帰を予定していたが、第41回スプリンターズステークスに出走。しかし、本調子でないといわれたレースで9着に敗れ、結果次第で参戦予定だった天皇賞（秋）は回避となった。そして、スワンステークスも回避。結局、秋の最大の目標としていた第24回マイルチャンピオンシップに出走。しかしレースでは後方から追い込むが届かず3着だった。その後、阪神カップに出走する。最後の直線で他馬を差し切って勝利を収めた。

### 6歳
2008年、初戦は阪急杯に出走。59キログラムというトップハンデのなか、1番人気で臨むがローレルゲレイロをわずかに捕らえきれずアタマ差の2着だった。次走は武豊がドバイワールドカップミーティングへ遠征中のため鞍上に福永祐一を迎え、高松宮記念に向かう。レースはスタート直後に躓き、騎手が落馬寸前になるほどの出遅れを起こし、最後の直線で上がり3ハロン32秒7という瞬発力を見せるも届かず3着に終わった。その後、京王杯スプリングカップに出走、1番人気に推されたが、出遅れ直線伸び切れず3着に敗れた。続く安田記念では4番人気で出走し、道中10番手からレースを進め5着となった。
休養後の秋初戦はセントウルステークスに出走し、1番人気に支持されたが出遅れ8着に敗れた。10月5日のスプリンターズステークスでは、主戦騎手の武豊が同日の凱旋門賞でメイショウサムソンに騎乗するため横山典弘と新たにコンビを組んだが、ここでも出遅れ直線伸びきれず4着だった。続くスワンステークスでは1番人気に支持されるも、またもや出遅れ直線で伸びきれず4着に終わった。そして大一番のマイルチャンピオンシップでは、当日に武豊が落馬負傷したため、急遽安藤勝己に乗り替わったが、またしても出遅れ直線で進路が狭くなったことも響き8着に敗れた。レース後の11月24日に現役を引退し、12月4日に日本中央競馬会 (JRA) の競走馬登録を抹消した。

### 種牡馬時代
2009年より北海道新ひだか町・アロースタッドにて種牡馬入りした。
2012年に初年度産駒がデビュー。翌年の2013年には少ない産駒の中からマイネルホウオウがNHKマイルカップを制し、産駒の初重賞および初GI優勝となった。
2016年の種付けシーズンを最後に種牡馬を引退、2017年から引退名馬繋養展示事業の対象となり、功労馬としてうらかわ優駿ビレッジAERUにて余生を送ることになった。同場所でかなりの頻度でスズカフェニックス自身がヘドバンする様子が見られる。また、同場所で過ごしていたタイムパラドックスとは仲が良く、仲良しツインズと呼ばれただけでなく、２頭は非常にそっくりであった。

## 競走成績
| 年月日 | 年月日 | 年月日 | 競馬場 | 競走名             | 格       | 頭 数 | 枠 番 | 馬 番 | オッズ （人気） | オッズ （人気） | 着順 | 騎手     | 斤量 [kg] | 距離（馬場）  | タイム （上り3F） | 時計 差 | 勝ち馬/（2着馬）                    |
| 2004   | 10.    | 10     | 京都   | 2歳新馬            |          | 10    | 7     | 7     | 1.3             | （1人）         | 9着  | 武豊     | 55        | ダ1400m（重） | 1:29.5 (38.7)     | -4.4    | ハギノグラッド                      |
| 2005   | 1.     | 23     | 京都   | 3歳未勝利          |          | 15    | 8     | 15    | 5.1             | （3人）         | 2着  | 武豊     | 56        | ダ1400m（良） | 1:25.6 (37.7)     | -0.1    | リッチモンドガール                  |
|        | 2.     | 5      | 京都   | 3歳未勝利          |          | 10    | 5     | 5     | 1.1             | （1人）         | 1着  | 武豊     | 56        | ダ1200m（良） | 1:14.0 (36.4)     | -0.0    | （ハギノフェリックス）              |
|        | 7.     | 10     | 函館   | 陸奥湾特別         | 500万下  | 7     | 1     | 1     | 8.6             | （4人）         | 1着  | 蛯名正義 | 54        | 芝2000m（稍） | 2:08.8 (38.7)     | -0.4    | （ペネトレーター）                  |
|        | 7.     | 30     | 函館   | HTB杯              | 1000万下 | 14    | 5     | 8     | 7.6             | （3人）         | 3着  | 蛯名正義 | 54        | 芝2000m（良） | 2:03.4 (37.8)     | -0.1    | マルブツライト                      |
| 2006   | 5.     | 6      | 東京   | 金峰山特別         | 1000万下 | 12    | 1     | 1     | 5.1             | （2人）         | 3着  | 蛯名正義 | 57        | 芝1600m（良） | 1:33.9 (34.4)     | -0.1    | スプートニク                        |
|        | 6.     | 3      | 東京   | 葉山特別           | 1000万下 | 16    | 8     | 15    | 2.3             | （2人）         | 2着  | 武豊     | 57        | 芝1600m（良） | 1:33.9 (34.3)     | -0.0    | ヒカルベガ                          |
|        | 6.     | 17     | 京都   | 洛南特別           | 500万下  | 15    | 7     | 12    | 1.1             | （1人）         | 1着  | 武豊     | 57        | 芝1600m（良） | 1:34.4 (34.7)     | -0.8    | （ビッグカポネ）                    |
|        | 7.     | 29     | 函館   | HTB杯              | 1000万下 | 16    | 2     | 3     | 1.8             | （1人）         | 1着  | 安藤勝己 | 57        | 芝2000m（良） | 2:01.5 (36.5)     | -0.2    | （ピサノバスティーユ）              |
|        | 8.     | 12     | 札幌   | 札幌日刊スポーツ杯 | 1600万下 | 11    | 3     | 3     | 2.1             | （1人）         | 3着  | 安藤勝己 | 57        | 芝1500m（良） | 1:29.0 (33.4)     | -0.3    | ロードアルティマ                    |
|        | 9.     | 9      | 中京   | 朝日チャレンジC    | GIII     | 12    | 8     | 12    | 3.0             | （2人）         | 4着  | 武豊     | 56        | 芝2000m（良） | 1:57.6 (34.0)     | -0.2    | トリリオンカット                    |
|        | 10.    | 7      | 京都   | 大原S              | 1600万下 | 13    | 7     | 11    | 1.8             | （1人）         | 1着  | 武豊     | 57        | 芝1800m（良） | 1:46.1 (33.6)     | -0.3    | （ブライトトゥモロー）              |
|        | 10.    | 21     | 東京   | 富士S              | GIII     | 18    | 7     | 13    | 3.5             | （1人）         | 3着  | 武豊     | 56        | 芝1600m（良） | 1:32.9 (33.3)     | -0.1    | キネティクス                        |
| 2007   | 1.     | 6      | 京都   | 京都金杯           | GIII     | 16    | 1     | 2     | 8.4             | （5人）         | 5着  | 幸英明   | 56        | 芝1600m（稍） | 1:34.2 (34.4)     | -0.3    | マイネルスケルツィ                  |
|        | 1.     | 27     | 東京   | 東京新聞杯         | GIII     | 15    | 6     | 12    | 2.8             | （1人）         | 1着  | 武豊     | 56        | 芝1600m（良） | 1:32.7 (33.3)     | -0.1    | （エアシェイディ）                  |
|        | 2.     | 25     | 阪神   | 阪急杯             | GIII     | 16    | 2     | 3     | 3.8             | （2人）         | 3着  | 武豊     | 57        | 芝1400m（良） | 1:20.5 (33.9)     | -0.0    | プリサイスマシーン エイシンドーバー |
|        | 3.     | 25     | 中京   | 高松宮記念         | GI       | 18    | 4     | 8     | 4.5             | （1人）         | 1着  | 武豊     | 57        | 芝1200m（重） | 1:08.9 (34.6)     | -0.4    | （ペールギュント）                  |
|        | 6.     | 3      | 東京   | 安田記念           | GI       | 18    | 4     | 8     | 3.6             | （1人）         | 5着  | 武豊     | 58        | 芝1600m（良） | 1:32.8 (34.3)     | -0.5    | ダイワメジャー                      |
|        | 9.     | 30     | 中山   | スプリンターズS    | GI       | 16    | 8     | 15    | 5.2             | （2人）         | 9着  | 武豊     | 57        | 芝1200m（不） | 1:10.0 (36.0)     | -0.6    | アストンマーチャン                  |
|        | 11.    | 18     | 京都   | マイルCS           | GI       | 18    | 6     | 11    | 8.2             | （5人）         | 3着  | 武豊     | 57        | 芝1600m（良） | 1:32.8 (33.8)     | -0.1    | ダイワメジャー                      |
|        | 12.    | 16     | 阪神   | 阪神カップ         | JpnII    | 18    | 8     | 17    | 2.5             | （1人）         | 1着  | 武豊     | 57        | 芝1400m（良） | 1:20.6 (34.1)     | -0.1    | （ジョリーダンス）                  |
| 2008   | 3.     | 2      | 阪神   | 阪急杯             | GIII     | 16    | 2     | 4     | 2.7             | （1人）         | 2着  | 武豊     | 59        | 芝1400m（良） | 1:20.7 (34.2)     | -0.0    | ローレルゲレイロ                    |
|        | 3.     | 30     | 中京   | 高松宮記念         | GI       | 18    | 1     | 1     | 2.9             | （1人）         | 3着  | 福永祐一 | 57        | 芝1200m（良） | 1:07.3 (32.7)     | -0.2    | ファイングレイン                    |
|        | 5.     | 17     | 東京   | 京王杯SC           | GII      | 17    | 7     | 13    | 1.5             | （1人）         | 3着  | 武豊     | 58        | 芝1400m（良） | 1:21.1 (32.9)     | -0.3    | スーパーホーネット                  |
|        | 6.     | 9      | 東京   | 安田記念           | GI       | 18    | 8     | 17    | 5.3             | （4人）         | 5着  | 武豊     | 58        | 芝1600m（良） | 1:33.4 (34.1)     | -0.7    | ウオッカ                            |
|        | 9.     | 14     | 阪神   | セントウルS        | GII      | 16    | 4     | 8     | 2.5             | （1人）         | 8着  | 武豊     | 58        | 芝1200m（良） | 1:07.9 (33.1)     | -0.6    | カノヤザクラ                        |
|        | 10.    | 5      | 中山   | スプリンターズS    | GI       | 16    | 6     | 11    | 8.5             | （4人）         | 4着  | 横山典弘 | 57        | 芝1200m（良） | 1:08.3 (33.9)     | -0.3    | スリープレスナイト                  |
|        | 11.    | 1      | 京都   | スワンS            | GII      | 16    | 8     | 15    | 3.2             | （1人）         | 4着  | 横山典弘 | 58        | 芝1400m（良） | 1:20.2 (34.1)     | -0.3    | マイネルレーニア                    |
|        | 11.    | 23     | 京都   | マイルCS           | GI       | 18    | 2     | 3     | 11.0            | （5人）         | 8着  | 安藤勝己 | 57        | 芝1600m（良） | 1:33.1 (34.2)     | -0.5    | ブルーメンブラット                  |

## 種牡馬成績

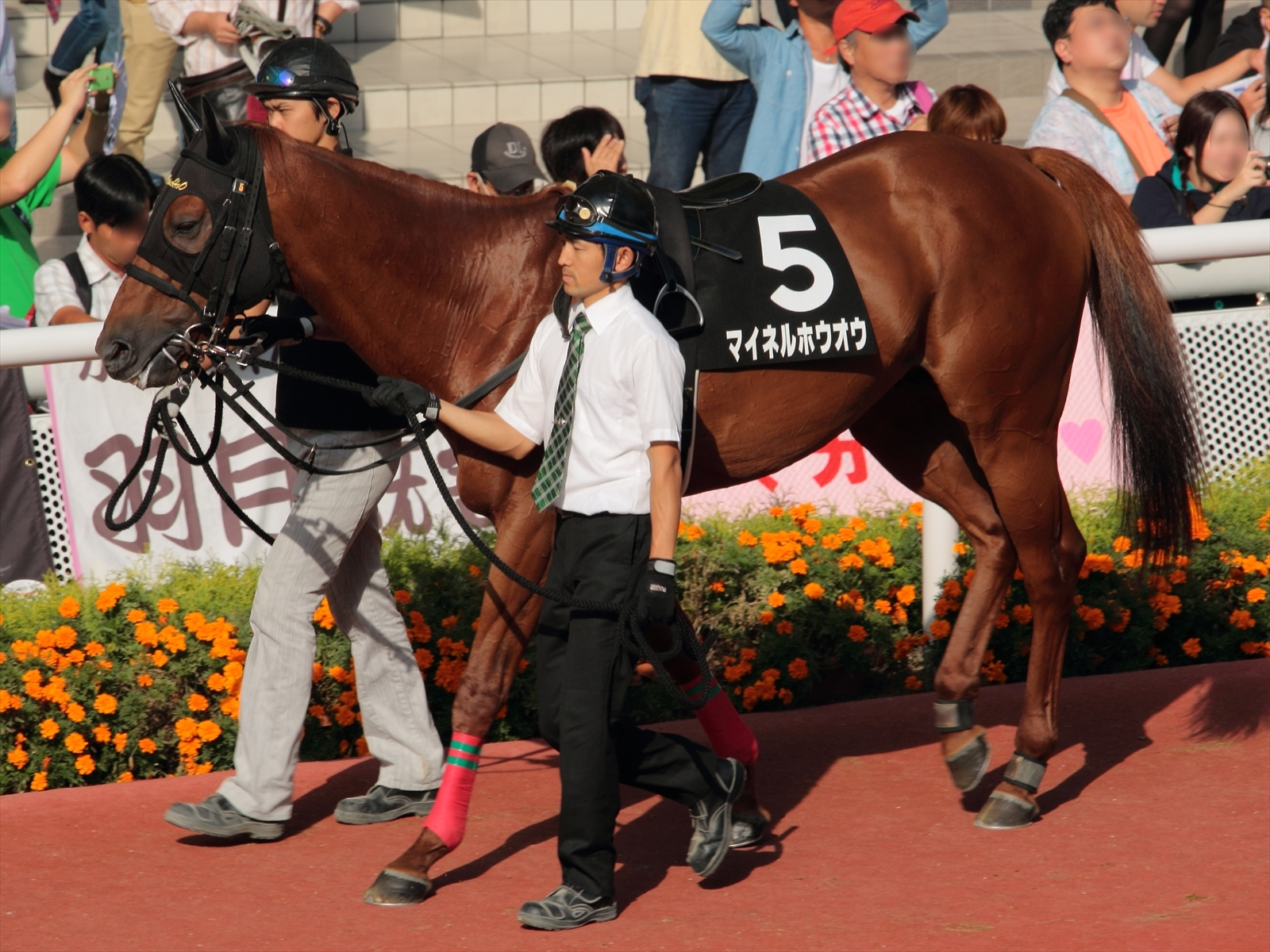
マイネルホウオウ（2010年産）

### 主な産駒
太字はGI級競走
- 2010年産
  - マイネルホウオウ（NHKマイルカップ）

### 母の父としての主な産駒
- プリンセスアリー（浦和桜花賞）

## 血統表
| スズカフェニックスの血統                          | スズカフェニックスの血統                                                                   | スズカフェニックスの血統                                                                   | （血統表の出典）                                                                           | （血統表の出典） |
| 父系                                              | ヘイロー系（サンデーサイレンス系）                                                         | ヘイロー系（サンデーサイレンス系）                                                         | ヘイロー系（サンデーサイレンス系）                                                         | [ § 2 ]          |
| 父 *サンデーサイレンス Sunday Silence 1986 青鹿毛 | 父の父Halo 1969 黒鹿毛                                                                     | Hail to Reason                                                                             | Turn-to                                                                                    | Turn-to          |
| 父 *サンデーサイレンス Sunday Silence 1986 青鹿毛 | 父の父Halo 1969 黒鹿毛                                                                     | Hail to Reason                                                                             | Nothirdchance                                                                              |                  |
| 父 *サンデーサイレンス Sunday Silence 1986 青鹿毛 | 父の父Halo 1969 黒鹿毛                                                                     | Cosmah                                                                                     | Cosmic Bomb                                                                                | Cosmic Bomb      |
| 父 *サンデーサイレンス Sunday Silence 1986 青鹿毛 | 父の父Halo 1969 黒鹿毛                                                                     | Cosmah                                                                                     | Almahmoud                                                                                  |                  |
| 父 *サンデーサイレンス Sunday Silence 1986 青鹿毛 | 父の母Wishing Well 1975 鹿毛                                                               | Understanding                                                                              | Promised Land                                                                              | Promised Land    |
| 父 *サンデーサイレンス Sunday Silence 1986 青鹿毛 | 父の母Wishing Well 1975 鹿毛                                                               | Understanding                                                                              | Pretty Ways                                                                                |                  |
| 父 *サンデーサイレンス Sunday Silence 1986 青鹿毛 | 父の母Wishing Well 1975 鹿毛                                                               | Mountain Flower                                                                            | Montparnasse                                                                               | Montparnasse     |
| 父 *サンデーサイレンス Sunday Silence 1986 青鹿毛 | 父の母Wishing Well 1975 鹿毛                                                               | Mountain Flower                                                                            | Edelweiss                                                                                  |                  |
| 母 * ローズオブスズカ Rose of Suzuka 1992 鹿毛    | 母の父Fairy King 1982 鹿毛                                                                 | Northern Dancer                                                                            | Nearctic                                                                                   | Nearctic         |
| 母 * ローズオブスズカ Rose of Suzuka 1992 鹿毛    | 母の父Fairy King 1982 鹿毛                                                                 | Northern Dancer                                                                            | Natalma                                                                                    |                  |
| 母 * ローズオブスズカ Rose of Suzuka 1992 鹿毛    | 母の父Fairy King 1982 鹿毛                                                                 | Fairy Bridge                                                                               | Bold Reason                                                                                | Bold Reason      |
| 母 * ローズオブスズカ Rose of Suzuka 1992 鹿毛    | 母の父Fairy King 1982 鹿毛                                                                 | Fairy Bridge                                                                               | Special                                                                                    |                  |
| 母 * ローズオブスズカ Rose of Suzuka 1992 鹿毛    | 母の母Rose of Jericho 1984 鹿毛                                                            | Alleged                                                                                    | Hoist the Flag                                                                             | Hoist the Flag   |
| 母 * ローズオブスズカ Rose of Suzuka 1992 鹿毛    | 母の母Rose of Jericho 1984 鹿毛                                                            | Alleged                                                                                    | Princess Pout                                                                              |                  |
| 母 * ローズオブスズカ Rose of Suzuka 1992 鹿毛    | 母の母Rose of Jericho 1984 鹿毛                                                            | Rose Red                                                                                   | Northern Dancer                                                                            | Northern Dancer  |
| 母 * ローズオブスズカ Rose of Suzuka 1992 鹿毛    | 母の母Rose of Jericho 1984 鹿毛                                                            | Rose Red                                                                                   | Cambrienne                                                                                 |                  |
| 母系(F-No.)                                       | 1号族(FN:1-t)                                                                              | 1号族(FN:1-t)                                                                              | 1号族(FN:1-t)                                                                              | [ § 3 ]          |
| 5代内の近親交配                                   | Northern Dancer 18.75% 3×4=18.75%（母内）、 Hail to Reason 3×5=15.63%、Almahmoud 4×5=9.38% | Northern Dancer 18.75% 3×4=18.75%（母内）、 Hail to Reason 3×5=15.63%、Almahmoud 4×5=9.38% | Northern Dancer 18.75% 3×4=18.75%（母内）、 Hail to Reason 3×5=15.63%、Almahmoud 4×5=9.38% | [ § 4 ]          |
| 出典                                              | 1. 2. 3. 4.                                                                                | 1. 2. 3. 4.                                                                                | 1. 2. 3. 4.                                                                                | 1. 2. 3. 4.      |

母のローズオブスズカの半兄にダービーステークス優勝のドクターデヴィアス（父Ahonoora）、全兄に高松宮杯（現・高松宮記念）優勝のシンコウキングがいる。